# Abdullah Öcalan
Abdullah Öcalan (Ömerli, província de Şanlıurfa, 4 de abril de 1949), também conhecido por Apo (que significa "tio" em curdo e abreviação de Abdullah), é um teórico político de esquerda curdo de nacionalidade turca, preso político, um dos membros fundadores do Partido dos Trabalhadores do Curdistão (PKK, Partiya Karkêren Kurdistan) e o criador do confederalismo democrático. Com base em um programa político que reivindica um Curdistão unificado, independente e socialista.
Öcalan ajudou a fundar o PKK em 1978, levando a organização a iniciar uma extensa luta armada em 1984 contra a Turquia, antes de propor várias tréguas durante a década seguinte. Ainda assim, o partido é considerado uma organização terrorista, entre outros, pela Turquia, pelos Estados Unidos e pela União Europeia. Nos anos iniciais do PKK, teve um estilo de liderança muitas vezes violento, e muitos de seus oponentes no PKK foram mortos por ordem dele. Na década de 1990, onde liderou o PKK na maior parte do tempo na Síria, Öcalan abandonou suas demandas maximalistas em prol de uma solução política pacífica e democrática para a questão curda.
Depois de ser forçado a deixar o território sírio, Öcalan foi sequestrado em Nairóbi em 1999 pela Agência Nacional de Inteligência da Turquia (MIT), com o apoio da CIA e dos serviços secretos israelenses, e levado para a Turquia, onde foi preso, julgado e condenado à morte por terrorismo nos termos do artigo 125 do Código Penal Turco, que diz respeito à formação de organizações armadas. No entanto, a sentença foi comutada para prisão perpétua quando a Turquia aboliu a pena de morte. De 1999 a 2009, ele foi o único prisioneiro na ilha de İmralı, no mar de Mármara. Em 2008, seus advogados e a Anistia Internacional relatam tortura contra ele pelos guardas. O regime prisional de Öcalan oscila entre longos períodos de isolamento, durante os quais ele não tem permissão de entrar em contato com o mundo exterior, e períodos em que ele recebe visitas. Em 2012, ele esteve envolvido em negociações com o governo turco que levaram ao processo de paz curdo-turco.
Da prisão, Öcalan publicou vários livros e, a partir da leitura de obras do pensador libertário socialista Murray Bookchin, desenvolveu a ideia do confederalismo democrático, teorizando uma sociedade federalista e comunalista fora das estruturas estatais, onde a democracia direta, o ecologismo e o igualdade de gênero estão ligados. A filosofia de Öcalan acerca do confederalismo democrático foi uma forte influência nas estruturas políticas de Rojava, uma região sociedade autônoma formada na Síria durante a guerra civil no país então sob controle do Partido da União Democrática (PYG), uma organização próxima ao PKK. A jineologia, também conhecida como ciência das mulheres, é uma forma de feminismo defendida por Öcalan e, posteriormente, um princípio fundamental da União das Comunidades do Curdistão.

## Biografia

### Origens e família
Öcalan nasceu em Ömerli, uma vila em Halfeti, província de Şanlıurfa, no leste da Turquia. Embora algumas fontes relatem seu aniversário como sendo em 4 de abril de 1948, não existem registros oficiais do seu nascimento, e ele próprio afirma não saber exatamente quando nasceu, estimando o ano em 1946 ou 1947. Ele é o mais velho de sete filhos. Segundo algumas fontes, a avó de Öcalan era de etnia turca e (ele certa vez afirmou isso) sua mãe também. A mãe era bastante dominante e chamou o pai para culpá-lo por sua terrível situação econômica. Mais tarde, ele explicou em uma entrevista que foi em sua infância que aprendeu a se defender da injustiça. Segundo Amikam Nachmani, professor da Universidade Bar-Ilan em Israel, Öcalan não sabia curdo quando o conheceu em 1991. Nachmani: "Ele [Öcalan] me disse que fala turco, dá ordens em turco e pensa em turco."
Quando sua irmã Havva se casou com um homem de outra aldeia em um casamento arranjado, ele sentiu pesar. Este evento levou Öcalan a suas políticas para a libertação das mulheres do tradicional papel feminino de subjulgação masculino. O irmão de Öcalan, Osman, tornou-se um comandante do PKK até que ele desertou do PKK com vários outros para estabelecer o Partido Patriótico e Democrático do Curdistão. Seu outro irmão, Mehmet Öcalan, é membro do Partido Pró-Curdo para a Paz e Democracia (BDP). Fatma Öcalan é irmã de Abdullah Öcalan e Dilek Öcalan, ex-parlamentar pelo Partido Democrático dos Povos (HDP) e sua sobrinha. Ömer Öcalan, atual membro do parlamento pelo HDP é seu sobrinho.

### Educação e atividade política e revolucionária
Durante a infância, Öcalan frequentou a escola primária em uma vila vizinha a Ömerli e desenvolveu o objetivo de servir no exército turco. Ele queria entrar no ensino médio militar, mas falhou no exame de admissão. Em 1966, ele começou a estudar na escola profissional de Ancara, onde também conheceu outras pessoas interessadas em melhorar os direitos curdos. Depois de se formar no ensino médio na capital turca, eke começou a trabalhar no escritório de escrituras de Diyarbakir e, um ano depois, foi transferido para Istambul, onde participou das reuniões das Lareiras Orientais Culturais Revolucionárias (DDKO). Mais tarde, ele ingressou na Faculdade de Direito de Istambul, mas após o primeiro ano se transferiu para a Universidade de Ancara para estudar ciência política. Seu retorno a Ancara (normalmente impossível devido à sua situação) foi facilitado pelo estado, a fim de dividir um grupo militante, Dev-Genç (Federação Revolucionária da Juventude da Turquia), da qual Öcalan na época era membro. O presidente Süleyman Demirel mais tarde lamentou essa decisão, já que o PKK se tornaria uma ameaça muito maior ao Estado do que Dev-Genç. Em 1972, Öcalan foi detido devido a uma participação em um protesto contra o assassinato de Mahir Çayan e foi mantido na prisão de Mamak durante sete meses. Em novembro de 1973, foi fundada a Associação Democrática do Ensino Superior de Ancara (Ankara Demokratik Yüksek Öğrenim Demeği, ADYÖD) e, logo após, Öcalan foi eleito para integrar seu conselho. Em dezembro de 1974, a ADYÖD foi encerrada.
Em 1978, em meio aos conflitos entre a direita e a esquerda que culminaram no Golpe de Estado na Turquia em 1980, Öcalan fundou o Partido dos Trabalhadores do Curdistão (PKK), que iniciou uma luta armada contra o governo turco para estabelecer um estado curdo independente. Em julho de 1979, ele fugiu para a Síria, onde permaneceu até outubro de 1998, quando o governo sírio o expulsou.
Em 1984, o PKK iniciou uma campanha de guerrilha atacando forças do governo na Turquia e civis a fim de criar um estado curdo independente. Como resultado, os Estados Unidos, a União Europeia, a Síria, a Austrália e, naturalmente, a Turquia incluíram o PKK em suas listas de organizações terroristas.

### Captura e julgamento
Até 1998, Öcalan estava refugiado na Síria. Em pelo menos uma ocasião, em 1993, ele foi detido e mantido pelo serviço de inteligência sírio, mas depois libertado. À medida que a situação se deteriorava na Turquia, o governo turco ameaçava abertamente a Síria por seu apoio ao PKK. Como resultado, o governo sírio forçou Öcalan a deixar o país, mas não o entregou às autoridades turcas. Ele foi primeiro para a Rússia e de lá mudou-se para vários países, incluindo Itália e Grécia. Em 1998, o governo turco solicitou a extradição de Öcalan ao governo italiano. Naquela época, ele foi defendido por Britta Böhler, uma advogada alemã de alto nível que argumentou que os crimes pelos quais ele foi acusado teriam que ser provados em tribunal.
Em 15 de fevereiro de 1999, Öcalan foi capturado no Quênia ao ser transferido da embaixada grega para o Aeroporto Internacional Jomo Kenyatta em Nairóbi, em uma operação Agência Nacional de Inteligência da Turquia (MIT), com o suporte da CIA e dos serviços secretos israelenses. George Costoulas, o cônsul grego que o protegeu, disse que sua própria vida estava em perigo após a operação.
Em entrevista a Can Dündar, da NTV Turquia, o subsecretário-adjunto da MIT, Cevat Öneş, disse que Öcalan impediu as aspirações americanas de estabelecer um estado curdo separado. Os americanos o transferiram para as autoridades turcas, que o levaram de volta à Turquia para julgamento. Sua captura levou milhares de curdos a realizar protestos em todo o mundo condenando em embaixadas gregas e israelenses. Os curdos que vivem na Alemanha foram ameaçados de deportação se continuassem a realizar manifestações em apoio a Öcalan. O alerta veio depois que três curdos foram mortos e 16 ficaram feridos durante um ataque ao consulado israelense em Berlim em 1999.
Levado para a ilha de İmralı, no mar de Mármara, Öcalan foi julgado por um tribunal de segurança do estado composto por três juízes militares. Acusado de traição e separatismo, foi condenado à morte em 29 de junho de 1999 e também foi proibido de ocupar cargos públicos por toda a vida. Em 1999, o Parlamento turco discutiu um projeto de lei de arrependimento que comutaria a sentença de morte de Öcalans para uma prisão de 20 anos e permitiria que os militantes do PKK se rendessem com uma anistia limitada, mas a proposta não foi aprovada devido à resistência da extrema-direita em torno do Partido de Ação Nacionalista (MHP). Em janeiro de 2000, o governo turco declarou que a sentença de morte foi adiada até que o Tribunal Europeu de Direitos Humanos da União Europeia revisse o veredicto. Após a abolição da pena de morte na Turquia em agosto de 2002, o tribunal de segurança comutou sua sentença para prisão perpétua em outubro daquele ano. O Projeto Curdo de Direitos Humanos (KHRP) pode ter ajudado a decisão deste caso.
Em 2005, o Tribunal Europeu de Direitos Humanos determinou que a Turquia violou os artigos 3, 5 e 6 da Convenção Europeia de Direitos Humanos ao recusar permitir que Öcalan recorresse da prisão e condená-lo à morte sem um julgamento justo. O pedido de Öcalan para um novo julgamento foi recusado pelos tribunais turcos.

### Condições de detenção
Desde sua captura, Öcalan foi mantido em confinamento solitário como o único prisioneiro na ilha de İmralı. Após a comutação da sentença de morte para uma sentença de prisão perpétua em 2002, Öcalan permaneceu nesta condição de isolamento. Embora ex-prisioneiros em İmralı tenham sido transferidos para outras prisões, mais de 1.000 militares turcos estavam estacionados na ilha para protegê-lo. Em novembro de 2009, as autoridades turcas anunciaram que outros prisioneiros seriam transferidos para a ilha de İmralı, o que encerraria o confinamento solitário de Öcalan, e disseram que ele poderia ver esses detentos por dez horas por semana. A nova prisão foi construída depois que o Comitê de Prevenção da Tortura do Conselho da Europa visitou a ilha e se opôs às condições em que ele estava sendo mantido. De 27 de julho de 2011 a 2 de maio de 2019, os advogados de Öcalan não foram autorizados a encontrá-lo. De julho de 2011 a dezembro de 2017, seus advogados entraram com mais de 700 recursos para visitá-lo, mas todos foram rejeitados.
Houve manifestações regulares realizadas pela comunidade curda para aumentar a conscientização sobre o isolamento de Öcalan. Em outubro de 2012, várias centenas de prisioneiros políticos curdos entraram em greve de fome por melhores condições de detenção para Öcalan e pelo direito de usar a língua curda na educação e jurisprudência. A greve de fome durou 68 dias até Öcalan exigir o seu fim. Ele foi proibido de receber visitas por quase dois anos, de 6 de outubro de 2014 a 11 de setembro de 2016, quando seu irmão Mehmet Öcalan o visitou durante o Eid al-Adha (Festa do Sacrifício). Em 6 de setembro de 2018, as visitas de advogados foram novamente proibidas por seis meses devido a punições anteriores que ele recebeu nos anos de 2005 a 2009, pelo fato de os advogados terem tornado públicas conversas com Ocalan e por supostamente Öcalan estaria liderando o PKK por meio de comunicações com seu advogados. Ele foi novamente proibido de receber visitas até 12 de janeiro de 2019, quando seu irmão foi autorizado a visitá-lo pela segunda vez. Seu irmão disse que sua saúde estava boa. A proibição da visita de seus advogados foi levantada em abril de 2019 e Öcalan viu seus advogados em 2 de maio de 2019.

### Processo judicial contra simpatizantes de Öcalan
Em 2008, o ministro da Justiça da Turquia, Mehmet Ali Sahin, disse que entre 2006 e 2007, 949 pessoas foram condenadas e mais de 7.000 foram processadas por chamar Öcalan de "estimado" (Sayın).

## Questão curda

### Da luta armada para uma solução política pacífica
Em 1993, a pedido do então presidente turco Turgut Özal, Öcalan se reuniu com Jalal Talabani para negociações, após as quais Öcalan declarou um cessar-fogo unilateral com duração entre 20 de março a 15 de abril. Mais tarde, ele a prolongou, a fim de possibilitar negociações com o governo turco. Logo após a morte de Özal em 17 de abril de 1993, a iniciativa foi interrompida pelo novo governo turco, alegando que a Turquia não negociava com terroristas.
Após sua captura e prisão, Öcalan pediu a suspensão dos ataques do Partido dos Trabalhadores do Curdistão, defendeu uma solução pacífica para o conflito curdo dentro das fronteiras da Turquia e pediu a instauração de uma "Comissão da Verdade e Justiça" por instituições curdas para investigar crimes de guerra cometidos tanto pelas forças de segurança do PKK quanto pela forças armadas turcas. Uma estrutura semelhante começou a funcionar em maio de 2006. Em março de 2005, Öcalan emitiu a "Declaração do Confederalismo Democrático no Curdistão", na qual defendeu uma confederação sem fronteiras entre as regiões curdas do sudeste da Turquia (chamado "Curdistão do Norte" pelos curdos), nordeste da Síria ("Curdistão Ocidental"), norte do Iraque ("Curdistão do Sul") e noroeste do Irã ("Curdistão Oriental"). Nesta zona, três legislações seriam implementadas: o Direito da União Europeia, a lei do país soberano correspondente em cada região (turca / síria / iraquiana / iraniana) e uma lei curda. Esta proposta foi aprovada e adotada pelo programa do PKK após o "Congresso de Refundação" em abril de 2005.
Öcalan fez com que seu advogado, Ibrahim Bilmez, divulgasse um comunicado em 28 de setembro de 2006, pedindo ao PKK que declarasse um cessar-fogo e buscasse a paz com a Turquia. A declaração de Öcalan diz: "O PKK não deve usar armas, a menos que seja atacado com o objetivo de aniquilação" e "é muito importante construir uma união democrática entre turcos e curdos. Com esse processo, o caminho para o diálogo democrático também será aberto".
Em 31 de maio de 2010, no entanto, Öcalan disse que estava abandonando o diálogo em andamento com a Turquia, pois "esse processo não é mais significativo ou útil", afirmando que o governo turco havia ignorado seus três protocolos de negociação: (a) seus termos de saúde e segurança, (b) sua libertação e (c) uma resolução pacífica para a questão curda na Turquia. Embora o governo turco tenha recebido os protocolos de Öcalan, eles nunca foram divulgados ao público. Öcalan disse que deixaria os principais comandantes do PKK encarregados pelas negociações, mas que isso não deve ser mal interpretado como um pedido para que o PKK intensifique seu conflito armado com a Turquia.
Em 2013, Öcalan iniciou novas negociações de paz. Em 21 de março daquele ano, ele declarou um cessar-fogo entre o PKK e o estado turco. A declaração de Öcalan foi lida para centenas de milhares de curdos em Diyarbakir que se reuniram para comemorar o Ano Novo Curdo (Newroz). A declaração dizia em parte: "Que as armas sejam silenciadas e a política domine ... uma nova porta está sendo aberta do processo de conflito armado para a democratização e a política democrática. Não é o fim. É o começo de uma nova era". Logo após a declaração de Öcalan, Murat Karayılan, chefe operacional do PKK, respondeu prometendo implementar um cessar-fogo, afirmando: "Todos deveriam saber que o PKK está tão pronto para a paz quanto para a guerra".

### Mudança ideológica
Desde seu encarceramento, Öcalan mudou significativamente sua ideologia através da exposição a teóricos sociais ocidentais como Murray Bookchin, Immanuel Wallerstein, Fernand Braudel e Friedrich Nietzsche (a quem Öcalan chama de "profeta"). Abandonando suas antigas crenças marxista-leninistas e stalinistas, Öcalan forjou sua concepção de sociedade ideal com o chamado confederalismo democrático, inspirada fortemente nas ideias socialistas libertárias de Bookchin de comunalismo.
O confederalismo democrático é um "sistema de conselhos administrativos eleitos popularmente, permitindo que as comunidades locais exerçam controle autônomo sobre seus ativos, enquanto se vincula a outras comunidades por meio de uma rede de conselhos confederados". As decisões são tomadas pelas comunas de cada bairro, vila ou cidade. Todos são bem-vindos a participar nos conselhos comunitários, embora a participação política não seja obrigatória. Não existe propriedade privada, mas “propriedade por uso, que concede direitos de uso individual a edifícios, terrenos e infraestrutura, mas não o direito de vender e comprar no mercado ou convertê-los em empresas privadas”. A economia está nas mãos dos conselhos comunais e, portanto, (nas palavras de Bookchin) não é coletivizada nem privatizada - é comum. O feminismo, a ecologia e a democracia direta são essenciais no confederalismo democrático.
Com sua "Declaração do Confederalismo Democrático no Curdistão", de 2005, Öcalan defendeu a implementação curda dos princípios da "A Ecologia da Liberdade", de Bookchin, por meio de assembleias municipais, como uma confederação democrática de comunidades curdas acima das fronteiras estatais de Síria, Irã, Iraque e Turquia. Öcalan promoveu uma plataforma de valores compartilhados: ambientalismo, autodefesa, igualdade de gênero e tolerância pluralista à religião, política e cultura. Embora alguns de seus seguidores tenham questionado a conversão de Öcalan de um marxista-leninista para socialista libertário da ecologia social, o PKK adotou a proposta de Öcalan e começou a formar assembleias.
No início de 2004, Öcalan tentou marcar uma reunião com Murray Bookchin através dos advogados de Öcalan, descrevendo-se como o "aluno" de Bookchin, ansioso por adaptar o pensamento de Bookchin à sociedade do Oriente Médio. Bookchin estava doente demais para se encontrar com Öcalan, mas transmitiu a seguinte mensagem: "Minha esperança é que o povo curdo possa um dia estabelecer uma sociedade livre e racional que permita que seu brilho floresça mais uma vez. Eles têm a sorte de ter um líder dos talentos como o Sr. Öcalan para guiá-los". Quando Bookchin morreu em 2006, o PKK saudou o pensador americano como "um dos maiores cientistas sociais do século XX" e prometeu colocar suas teorias em prática.

## Cidadanias honorárias
Algumas localidades que concederam cidadania honorária a Öcalan:
- Palermo[111]
- Olímpia[112]
- Nápoles[111]
- Castel del Giudice[113]
- Castelbottaccio[113]
- Pinerolo[111]
- Martano[114]
- Reggio Emilia[111]
- Palagonia[114]
- Riace[114]
- Berceto[115]
- Fossalto[116]

## Obras
Öcalan é autor de mais de 40 livros, quatro dos quais foram escritos na prisão. Muitas das anotações tiradas de suas reuniões semanais com seus advogados foram editadas e publicadas.
- 1991 - Interviews and Speeches. London: Kurdistan Solidarity Committee; Kurdistan Information Centre, 46 p. (em inglês).
- 1992 - Seçme Yazılar, vol.I, Melsa, İstanbul (em turco). ISBN 978-975-345-017-1
- 1993 - Seçme Yazılar, vol.II, Zagros, İstanbul (em turco). ISBN 978-975-7865-03-2
- 1993 - Politik Rapor, Zagros, (em turco). ISBN 978-975-7865-01-8
- 1999 - Kürt Sorununda Demokratik Çözüm Bildirgesi, Mem, İstanbul (em turco).
- 2002 - Sümer Rahip Devletinden Demokratik Uygarlığa (AİHM Savunmaları), vol.I, Mezopotamya, Cologne (em turco) .ISBN 978-3-931885-27-4
- 2002 - Sümer Rahip Devletinden Demokratik Uygarlığa (AİHM Savunmaları), vol.II, Mezopotamya, Cologne (em turco). ISBN 978-3-931885-28-1
- 2003 - Güney Kürdistan'da egemenlik mücadelesi ve devrimci demokratik tutum, Wêşanen Serxwebûn 127 (em turco).
- 2004 - Bir Halk Savunmak, Wêşanen Serxwebûn 135 (em turco).
- 2004 - Medeniyetin Kökleri, Klaus Happel, Londres (em turco).
- 2007 - Prison Writings: The Roots of Civilisation. London; Ann Arbor, MI: Pluto (em inglês). ISBN 978-0-7453-2616-0
- 2009 - Demokratik Toplum Manifestosu, 5 tomes, Mezopotamya (em turco).
- 2010 - Guerra e paz no Curdistão - Perspectivas para uma solução política da questão curda (em português). (Pdf)
- 2011 - Democratic Confederalism. London: Transmedia, (em inglês) (Pdf (em francês))
- 2011 - Prison Writings Volume II: The PKK and the Kurdish Question in the 21st Century. London: Transmedia (em inglês). ISBN 9780956751409
- 2012 - Prison Writings III: The Road Map to Negotiations. Cologne: International Initiative (em inglês). ISBN 9783941012431
- 2013 - Liberating life: Women’s Revolution. Cologne, Germany: International Initiative Edition (em inglês). ISBN 978-3-941012-82-0.
- 2015 - Manifesto for a Democratic Civilization, Volume 1. Porsgrunn, Norway: New Compass (em inglês). ISBN 9788293064428.
- 2017 - Defending a Civilisation. (em inglês)
- 2017 - The Political Thought of Abdullah Öcalan. London; UK: Pluto Press (em inglês). ISBN 9780745399768.
- 2017 - Manifesto for a Democratic Civilization, Volume 2. Porsgrunn, Norway: New Compass (em inglês) ISBN 9788293064480
- 2020 -  La Révolution communaliste, Libertalia]] (em francês). ISBN 978-2-3772-9120-5